# Championship Gaming Series
Championship Gaming Series（チャンピオンシップ・ゲーミング・シリーズ 略称 CGS）とは、世界初のプロゲーマーによるビデオゲーム・リーグであった。
世界6地域から選ばれたチームが技術を競い、ゲーマーの頂点を目指していた。最初の年となる2007年には世界各地で前哨戦となる戦いが行われ、本格的なレギュラー・シーズンは2008年以降となる予定。CGSは世界的なスポーツ・オーガナイザーの協力のもとディレクTV（北米）、BスカイB（イギリス・ヨーロッパ）、STAR（アジア・オーストラリア）の世界3ネットワークによりグローバル配信されていた。2008年に終了。